# An der Schenke 4–11 (Obermaschwitz)

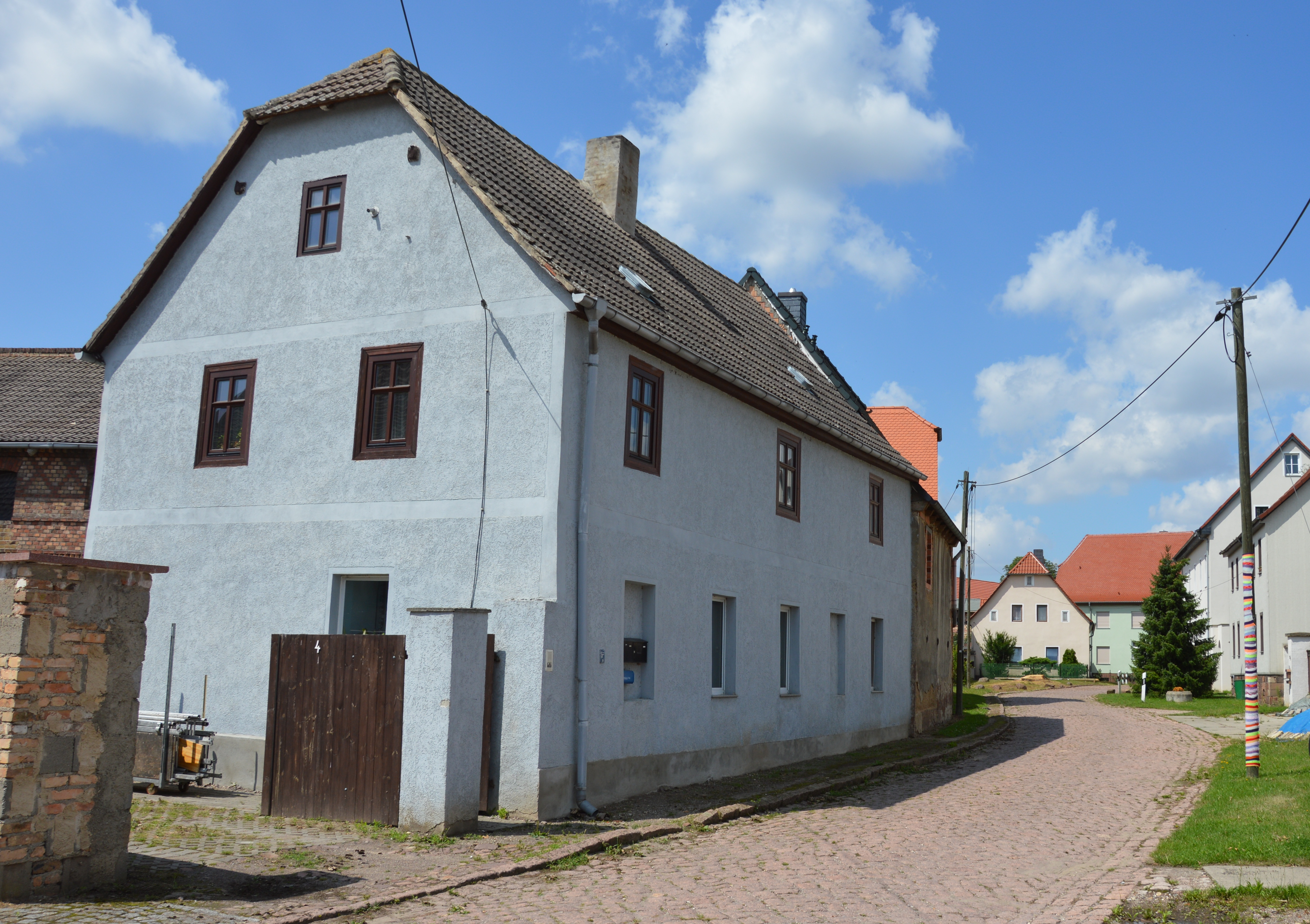
An der Schenke 4–11

An der Schenke 4–11 ist ein denkmalgeschützter Straßenzug im zur Stadt Landsberg gehörenden Dorf Obermaschwitz in Sachsen-Anhalt.

## Architektur und Geschichte
Der Straßenzug bildet das Ortszentrum von Obermaschwitz. Entlang der mit einem Natursteinpflaster gepflasterten Straße steht eine kleinteilige Bebauung mit Wohnhäusern aus dem 18. und 19. Jahrhundert sowie die dazugehörigen Nebengebäuden, Umfassungsmauern und Toreinfahrten. Die Wohnhäuser sind mit Krüppelwalmdächern bedeckt.
Im örtlichen Denkmalverzeichnis ist die Häusergruppe unter der Erfassungsnummer 094 55333 als Denkmalbereich eingetragen.